# Сальвиния плавающая
Сальви́ния пла́вающая (лат. Salvínia nátans) — мелкий плавающий на поверхности водоёмов папоротник из семейства Сальвиниевые (Salviniaceae), типовой вид рода Сальвиния (Salvinia) и единственный из видов этого рода, произрастающий на территории России.

## Ботаническое описание

### Морфология и размножение

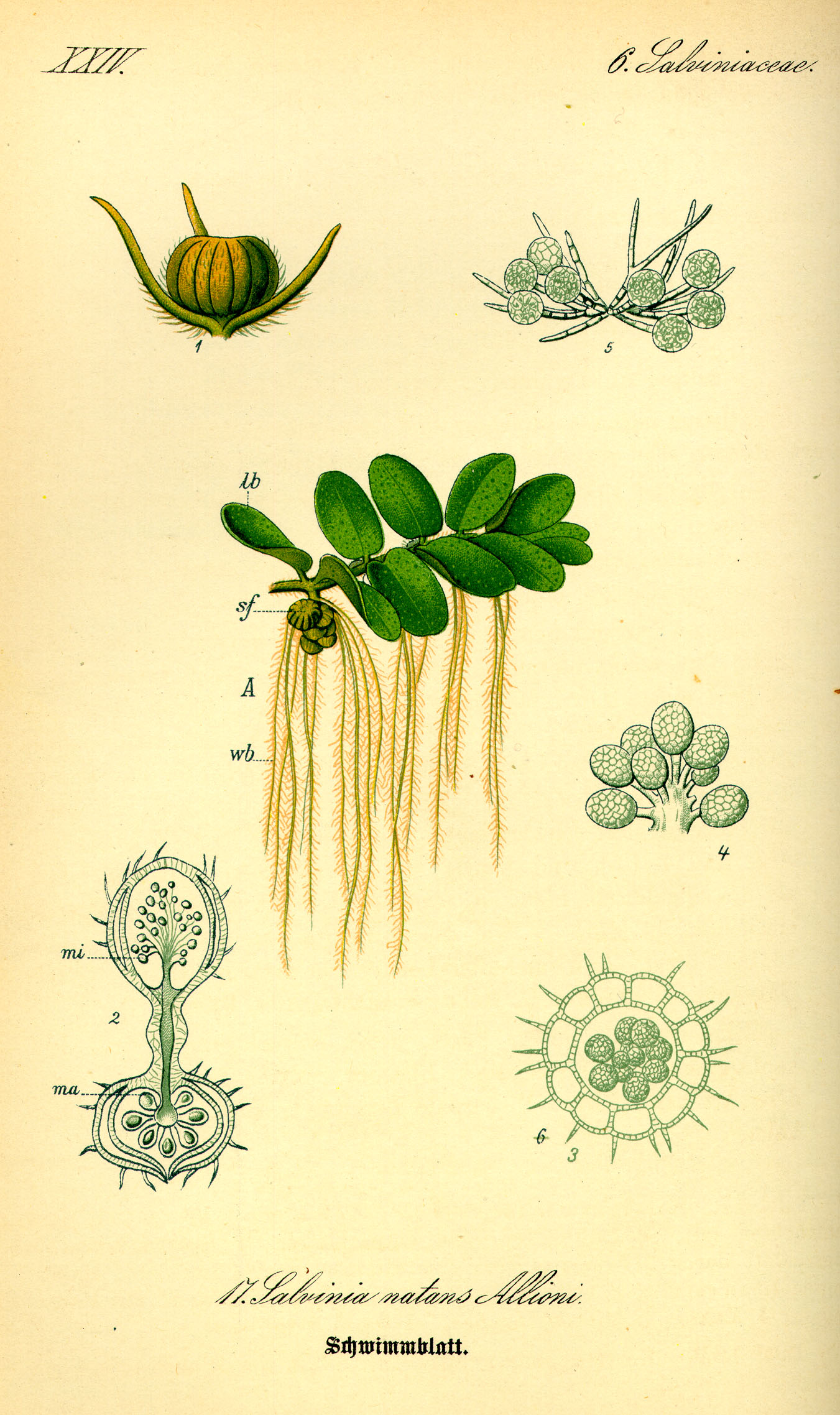

Однолетнее растение с плавающим на поверхности воды тонким стеблем длиной до 15 см, на каждом узле которого находятся мутовки из трёх листьев. Два листа цельные, яйцевидно-эллиптической формы, со слегка сердцевидным основанием. Сверху они покрыты бородавочками, на верхушках которых находится пучок коротких толстых волосков, а нижняя поверхность густо покрыта бурыми волосками, удерживающими пузырьки воздуха, что позволяет сальвинии держаться на воде, Третий лист — подводный, он рассечён на нитевидные доли, покрытые волосками, очень похож на корни и выполняет их функции: всасывание воды и питательных веществ, а также стабилизацию растения.
У основания подводных листьев находятся гроздья из 4—8 шаровидных сорусов, одни из них содержат микро- и макроспорангии, из которых впоследствии развиваются соответственно мужские и женские гаметофиты. В каждом макроспорангии образуются 4 мегаспоры, из которых развивается только одна. В микроспорангии обычно 64 микроспоры.
Сорусы обычно осенью опадают на дно водоёма и там зимуют; к весне их оболочка разрушается, и спорангии всплывают на поверхность и прорастают. Микроспоры прорывают стенку спорангия и образуют трёхклеточный мужской гаметофит, из двух клеток которого затем образуются две бесплодные и две сперматогенные клетки, каждая из которых производит по четыре сперматозоида. Мегаспора, прорастая, также разрывает оболочку и образует женский гаметофит, на котором образуются три архегония. После оплодотворения развивается только один из них.

### Ареал

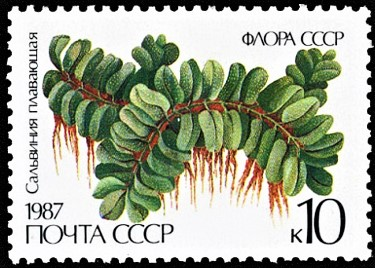

Ареал сальвинии плавающей весьма широк: она растёт в водоёмах Африки, тропических и умеренных областях Азии, центральных и южных областях Европы. В России сальвиния плавающая встречается в основном в южных областях Европейской части России, в Западной Сибири и на Дальнем Востоке в водоёмах со стоячей или медленно текущей водой, особенно в старицах крупных рек.

## Значение и применение
Как и другие виды сальвиний, сальвиния плавающая образует на поверхности водоёмов плотные заросли, закрывающие доступ света в водоём, что зачастую сильно изменяет в нём экологические условия. Поэтому во многих странах это растение считается вредным, хотя заросли сальвинии служат хорошим убежищем для мальков рыб.
Сальвинию плавающую часто культивируют в качестве аквариумного растения.

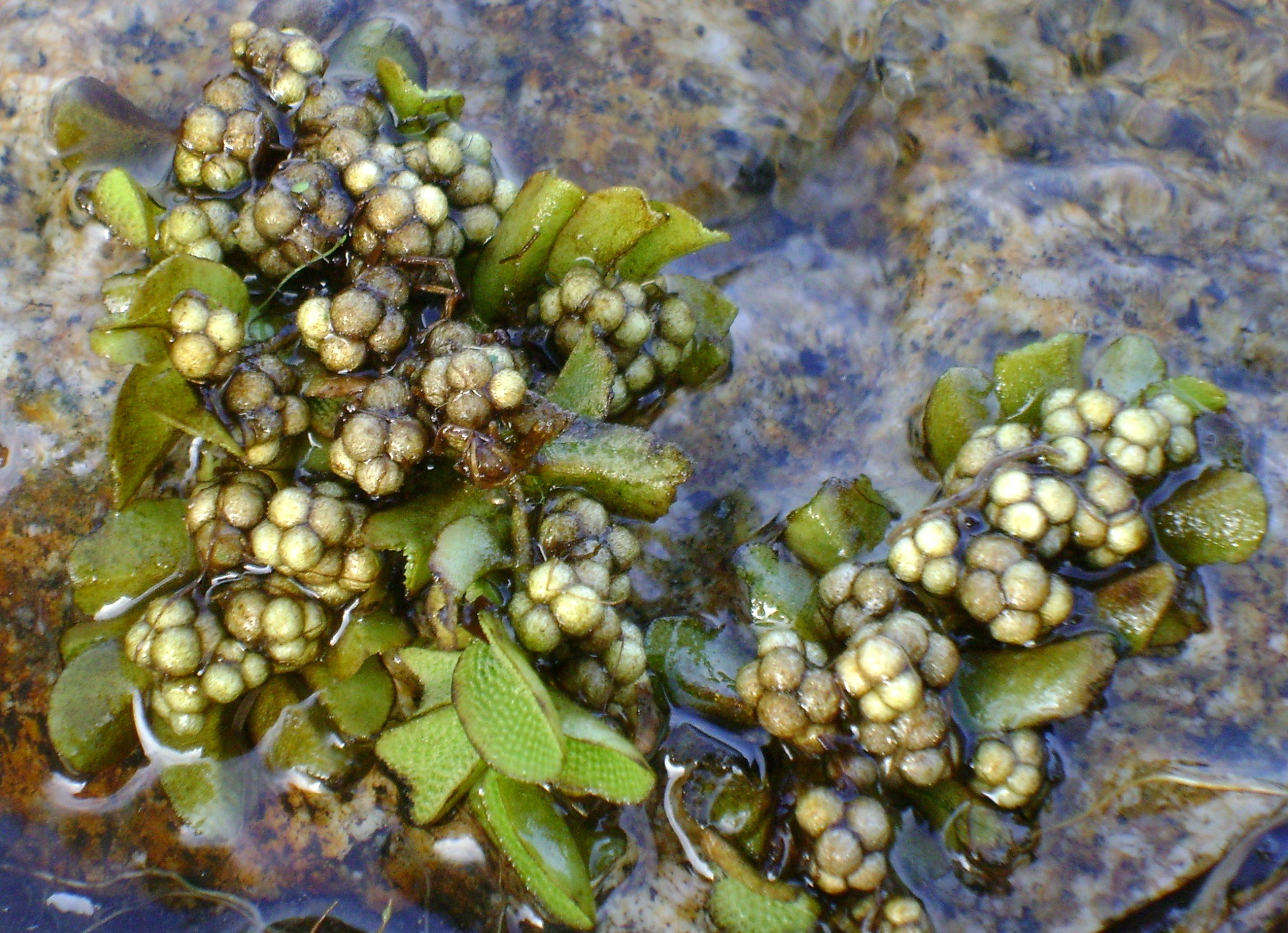
Спорангии сальвинии плавающей
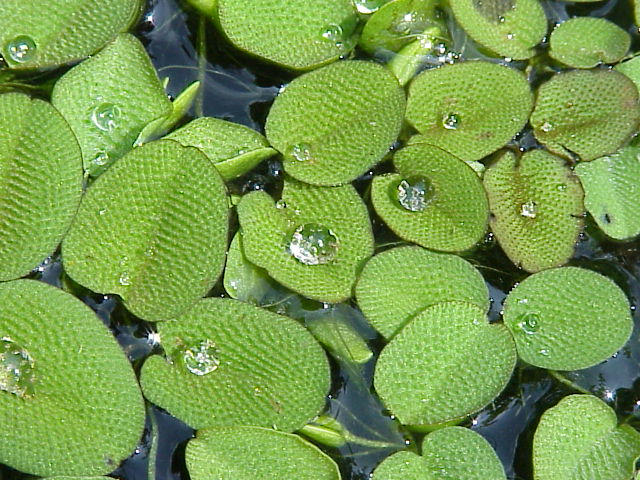
Листья крупным планом
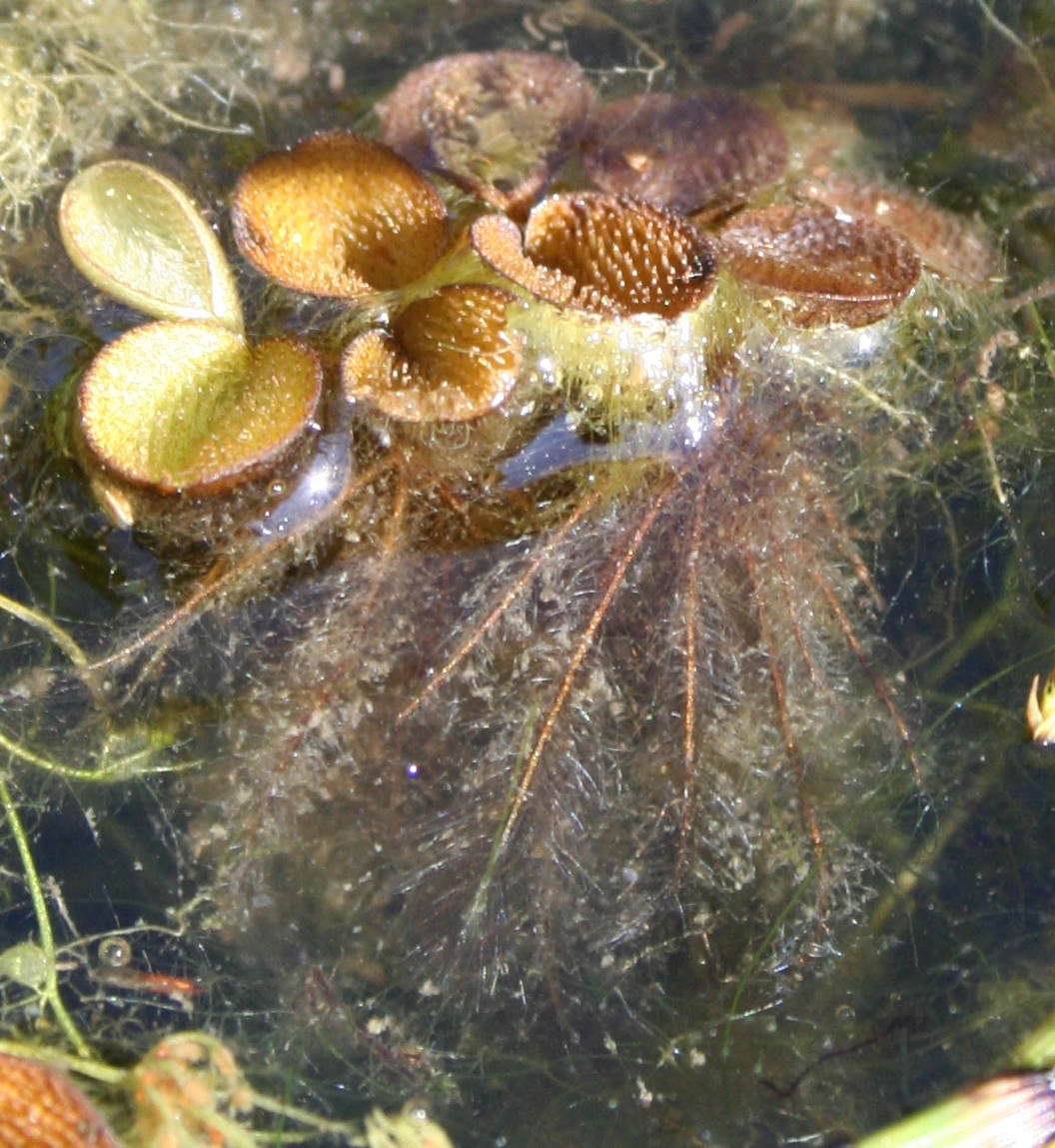
Сальвиния плавающая. Видны подводные листья, похожие на корни
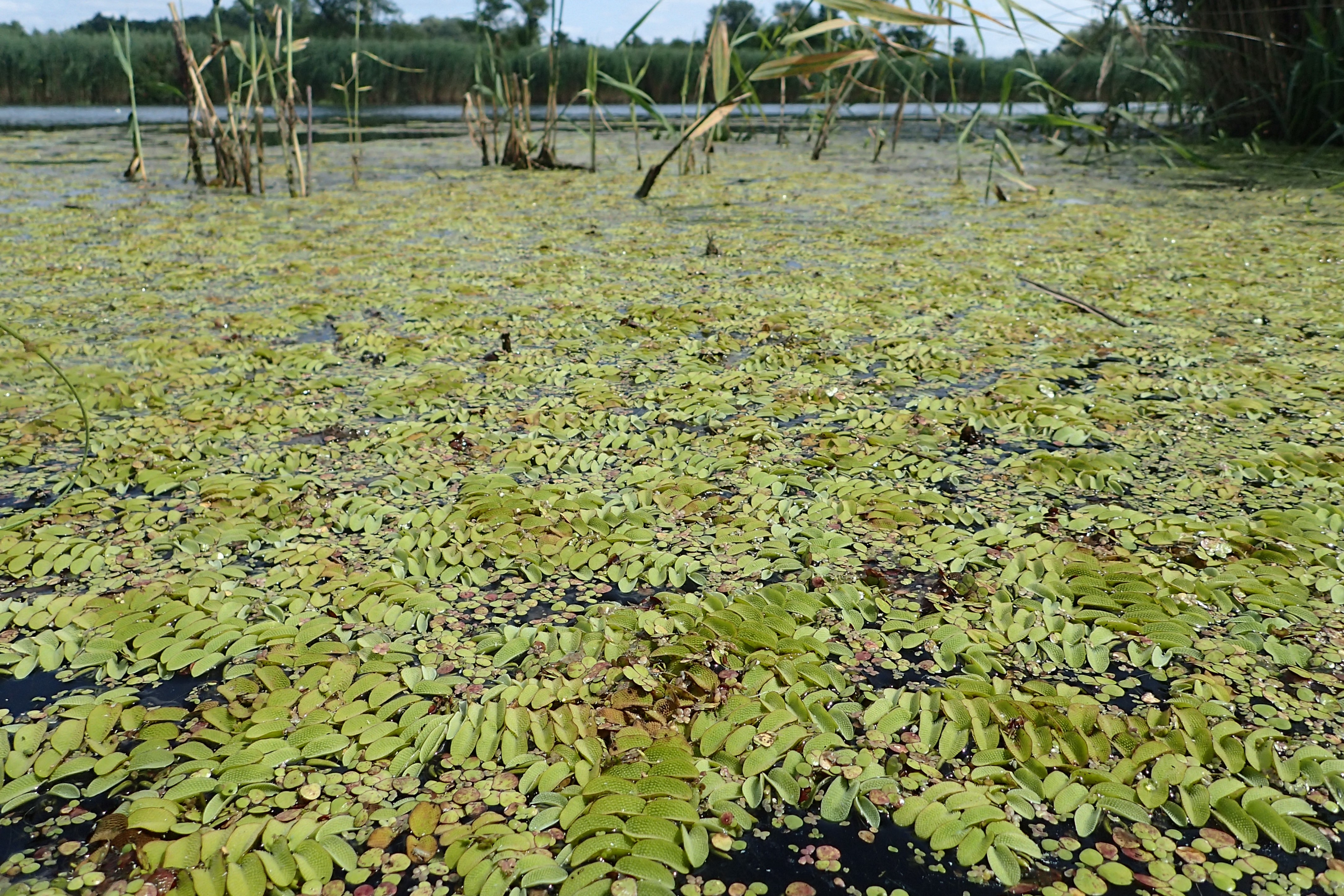
Заросли, образованные сальвинией (Польша)